# Bacharach
Bacharach är en stad  vid Rhen i Landkreis Mainz-Bingen i det tyska förbundslandet Rheinland-Pfalz. Bacharach, som för första gången omnämns i ett dokument från början av 1000-talet, har cirka 1 800 invånare. En av stadens sevärdheter är ruinen efter det gotiska Wernerkapelle.
Staden ingår i kommunalförbundet Verbandsgemeinde Rhein-Nahe tillsammans med ytterligare nio kommuner.

## Stadsdelar
Bacharach har fem stadsdelar: Bacharach, Steeg, Medenscheid, Neurath och Henschhausen.

## Sevärdheter
- Kyrkan St. Nikolaus
- Kyrkan St. Peter
- Wernerkapelle
- Ön Bacharacher Werth

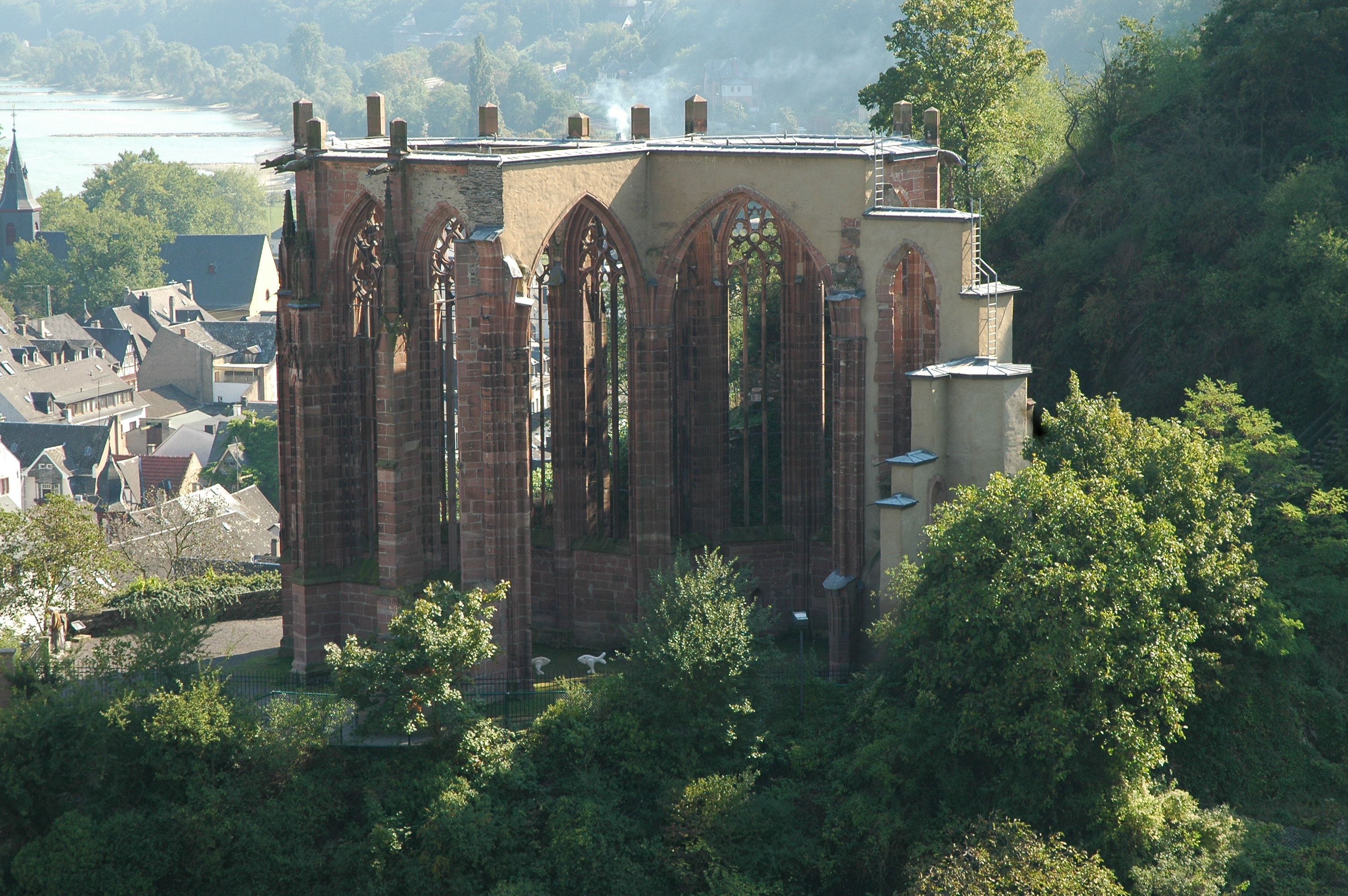
Wernerkapelle.

- Burg Stahleck, från omkring år 1100
- Burg Stahlberg, från 1100-talet